# Conférence des évêques catholiques des États-Unis
 (septembre 2022).
Si vous disposez d'ouvrages ou d'articles de référence ou si vous connaissez des sites web de qualité traitant du thème abordé ici, merci de compléter l'article en donnant les références utiles à sa vérifiabilité et en les liant à la section « Notes et références ».
La conférence des évêques catholiques des États-Unis (en anglais United States Conference of Catholic Bishops, USCCB) est l'organisation qui rassemble les prélats de la hiérarchie catholique aux États-Unis. 
Fondée en 1966 sous le nom de NCCB/USCC (National Conference of Catholic Bishops and United States Catholic Conference), il est composé de tous les membres de la hiérarchie de l'Église catholique aux États-Unis.
L'USCCB a adopté son nom actuel en juillet 2001. L'organisation est une corporation inscrite à Washington. Comme avec toutes les conférences épiscopales, certaines décisions et actes de l'USCCB doivent être approuvées par les dicastères de la curie romaine. Son budget annuel en 2018 était de 200 millions de dollars.

## Histoire
La première organisation nationale des évêques catholiques des États-Unis a été fondée en 1917 lorsque le pape Benoît XV a exhorté le collège des évêques du monde entier à l'aider à promouvoir le mouvement ouvrier selon l'esprit de Rerum novarum. 
En réponse aux conséquences de la guerre et aux changements sociaux, l'épiscopat catholique a organisé le « National Catholic Welfare Council » en 1919. Ils ont également créé le premier Comité d'administration de sept membres pour gérer les affaires au jour le jour entre les séances plénières. Le siège a été établi à Washington. 
En 1922, le Conseil est devenu le « National Catholic Welfare Conference » dans le but de défendre le droit des catholiques face aux politiques gouvernementales et de préconiser des réformes dans l'éducation, l'immigration et l'action sociale. Ce regroupement est resté, jusqu'à ce qu'il soit remplacé par la Conférence nationale des évêques catholiques pour répondre aux nouvelles exigences du Concile Vatican II pour les conférences nationales d'évêques. Le nom a été changé dans sa forme actuelle depuis 2001.

## Organisation
La USCCB se réunit deux fois par an, en novembre et en juin. Entre ces deux réunions, la conférence est gouvernée par un comité administratif. Il existe aussi un comité exécutif, dont les membres comprennent le président de la conférence, le vice-président et le secrétaire (tous évêques). Les membres de la conférence sont élus pour trois ans. La conférence élit aussi des présidents des différentes commissions.
La conférence (USCCB) est structurée en seize commissions, dont les membres sont évêques, avec des départements, secrétariats et bureaux qui s'occupent des travaux des commissions. Les personnalités à la tête des départements, secrétariats et bureaux rapportent au secrétariat général de la conférence.

### Structure

#### Commissions et sous-commissions
- Commission des affaires canoniques et du gouvernement de l'Église : Bernard Hebda de Saint Paul et Minneapolis (élu : Robert Deeley de Portland).
- Commission de l'enseignement catholique : George Murry de Youngstown
- Commission du clergé, de la vie consacrée et des vocations :  Cardinal Joseph William Tobin de Newark
- Commission des communications : Christopher J. Coyne (en) de Burlington
- Commission de la diversité culturelle dans l'Église : Gustavo García-Siller (en) de San Antonio
- Commission de la divine liturgie : Wilton Gregory de Washington
- Commission de la doctrine : Allen Henry Vigneron de Détroit
- Commission des affaires œcuméniques et interreligieuses : Mitchell Rozanski de Springfield, MA (élu : Joseph Bambera de Scranton)
- Commission de l'évangélisation et de la catéchèse : Leonard Paul Blair (en) de Hartford (élu : Robert Barron, évêque auxiliaire de Los Angeles)
- Commission de la justice nationale et du développement humain : Frank Joseph Dewane de Venice
- Commission de la justice internationale et de la paix : Oscar Cantú de San Jose, CA (élu : Timothy Broglio de l'ordinariat militaire)
- Commission du laïcat, du mariage, de la vile familiale et de la jeunesse : Charles Chaput de Philadelphie
- Commission de la migration : Eusebio L. Elizondo Almaguer, évêque auxiliaire de Seattle (élu : Joe Vásquez d'Austin)
- Commission des recouvrements : Thomas John Rodi de Mobile
- Commission des activités pro-vie : Cardinal Timothy Dolan de New York (élu : Joseph Naumann de Kansas City)
- Commission de la protection de l'enfance et de la jeunesse : Edward Burns de Juneau (élu : Timothy Doherty de Lafayette)
- Commission ad hoc pour la liberté religieuse : William Lori de Baltimore

#### Commissions exécutives
- Commission administrative (président) : Cardinal Daniel DiNardo
- Vice-président : José Horacio Gómez
- Commission du budget des finances (trésorier) : Michael J. Bransfield
- Commission des priorités et des plans (secrétaire) : George Murry S.J.
- Comité exécutif : Cardinal Timothy Dolan

#### Départements
Bureau du secrétaire général
- Secrétaire général
- Secrétaire général associé : ministère pastoral et planification
- Secrétaire général associé et secrétaire de la politique et des affaires juridiques
- Secrétaire général associé et secrétaire de l'administration
- Secrétaire général assistant pour la planification

Bureau du conseil général
Ministère pastoral
- Secrétariat du clergé, de la vie consacrée et des vocations
- Secrétariat de la diversité culturelle dans l'Église
- Secrétariat de la divine liturgie
- Secrétariat de la doctrine
- Secrétariat des affaires œcuméniques et interreligieuses
- Secrétariat de l'évangélisation et de la catéchèse
- Secrétariat du laïcat, du mariage, de la vie familiale et de la jeunesse
- Secrétariat de la protection de l'enfance et de la jeunesse

Politique et affaires juridiques
- Secrétaire de la politique et des affaires juridiques
- Relations avec le gouvernement

Département de la justice, de la paix et du développement humain
- Directeur exécutif
- Bureau de la justice internationale et de la paix
- Bureau du développement social national
- Campagne catholique pour le développement humain
- Éducation et sensibilisation

Département de la migration et des services des réfugiés
- Directeur exécutif
- Bureau de la migration et de la politique des réfugiés
- Bureau des programmes d'aide aux réfugiés

Secrétariat de l'enseignement catholique
Secrétariat des activités pro-vie
Communications
- Responsable des communications en chef
- Service catholique des informations (Catholic News Service)
- Services créatifs
- Marketing et ressources
- Affaires publiques

Administration et recouvrements
- Secrétaire de l'administration
- Bureau des finances
- Bureau des services de comptabilité et des affaires
- Bureau des services généraux
- Bureau des ressources humaines

Bureau des recouvrements nationaux
- Église en Europe centrale et Europe de l'Est
- Service catholique des missions (Catholic Home Missions)
- Église en Amérique latine
- Denier de saint Pierre
- Catholic Relief Services
- Église en Afrique
- Campagne de communication catholique (promotion)
- Campagne catholique pour le développement humain (promotion)

Autres recouvrementsBureau des retraites des religieux
Bureau de la technologie de l'information

### Liberté religieuse
Le 29 septembre 2011, l'archevêque de New York, le cardinal Dolan, alors président de la Conférence des évêques catholiques des États-Unis (USCCB), nomme William Lori président d'une nouvelle commission ad hoc pour la liberté religieuse. Il constate en effet l'érosion grandissante de la liberté religieuse aux États-Unis et les menaces sur le catholicisme dans ce pays. En juin 2017, les évêques américains votent pour établir une commission permanente de défense de la liberté religieuse aux États-Unis. Le bureau de la liberté religieuse est dirigé par Joseph Edward Kurtz (en), qui a été président de l'USCCB de 2013 à 2016.  
Une semaine de la liberté religieuse aux États-Unis se tient chaque année en été, coïncidant avec la fête nationale de l'Indépendance le 4 juillet et avec la fête de saint Thomas More et saint Jean Fisher, le  22 juin.

## Les principaux actes
- Le Défi de la paix : La promesse de Dieu et notre réponse, 1983.
- Economic Justice for All, 1985.

## Présidents
- John Dearden, archevêque de Détroit (1966 - 1971)
- John Joseph Krol, archevêque de Philadelphie (1971 - 1974)
- Joseph Bernardin, archevêque de Cincinnati (1974 - 1977)
- John Quinn, archevêque de San Francisco (1977 - 1980)
- John Roach, archevêque de Saint Paul et Minneapolis (1980 - 1983)
- James Malone, évêque de Youngstown (1983 - 1986)
- John L. May (en), archevêque de Saint-Louis (1986 - 1989)
- Daniel Edward Pilarczyk, archevêque de Cincinnati (1989 - 1992)
- William Henry Keeler, archevêque de Baltimore (1992 - 1995)
- Anthony Pilla, évêque de Cleveland (1995 - 1998)
- Joseph Fiorenza, évêque de Galveston-Houston (1998 - 2001, dernier président du NCCB/USCC, premier président de l'USCCB)
- Wilton Gregory, évêque de Belleville (2001 - 2004)
- William S. Skylstad (en), évêque de Spokane (2004 - 2007)
- Francis George, archevêque de Chicago (2007 - 2010)
- Timothy Dolan, archevêque de New York (2010 - 2013)
- Joseph Edward Kurtz (en), archevêque de Louisville (2013 - 2016)
- Daniel DiNardo, archevêque de Galveston-Houston (2016 - 2019)
- José Horacio Gómez, archevêque de Los Angeles (2019 - 2022)
- Timothy Broglio, Archevêque aux Forces armées (2022-)